# Neuseeländische Frauen-Cricket-Nationalmannschaft in Südafrika in der Saison 2023/24
Die Tour der neuseeländischen Frauen-Cricket-Nationalmannschaft nach Südafrika in der Saison 2023/24 fand vom 21. September bis zum 15. Oktober 2023 statt. Die internationale Cricket-Tour war Bestandteil der internationalen Cricket-Saison 2023/24 und umfasste drei WODIs und fünf WTwenty20s. Die WODIs waren Teil der ICC Women’s Championship 2022–2025. Südafrika gewann die WODI-Serie 2−1, während die WT20I-Serie unentschieden 1−1 endete.

## Vorgeschichte
Für beide Mannschaften war es die erste Tour der Saison. Das letzte Aufeinandertreffen der beiden Mannschaften bei einer Tour fand in der Saison 2019/20 in Neuseeland statt.

## Stadien
Die folgenden Stadien wurden für das Turnier ausgewählt.
| Stadion                  | Stadt            | Kapazität | Spiele       |
| ------------------------ | ---------------- | --------- | ------------ |
| Willowmoore Park         | Benoni           | 20.000    | 4. & 5. WT20 |
| Kingsmead Cricket Ground | Durban           | 25.000    | 3. WODI      |
| Buffalo Park             | East London      | 15.000    | 1. – 3. WT20 |
| City Oval                | Pietermaritzburg | 12.000    | 2. WODI      |
| Senwes Park              | Potchefstroom    | 18.000    | 1. WODI      |

## Kaderlisten
Neuseeland benannte seinen Kader am 31. August. Südafrika benannte seinen Kader am 13. September.
| WODI | WODI | WTwenty20 | WTwenty20 |
| Südafrika | Neuseeland | Südafrika | Neuseeland |
| --- | --- | --- | --- |
| - Laura Wolvaardt (K) - Anneke Bosch - Tazmin Brits - Lara Goodall - Sinalo Jafta (wk) - Marizanne Kapp - Ayabonga Khaka - Masabata Klaas - Nadine de Klerk - Sune Luus - Nonkululeko Mlaba - Mieke de Ridder (wk) - Tumi Sekhukhune - Nondumiso Shangase - Chloe Tryon - Delmi Tucker | - Sophie Devine (K) - Kate Anderson - Suzie Bates - Bernadine Bezuidenhout (wk) - Eden Carson - Izzy Gaze (wk) - Maddy Green (wk) - Brooke Halliday - Fran Jonas - Amelia Kerr - Jess Kerr - Molly Penfold - Georgia Plimmer - Hannah Rowe - Lea Tahuhu | - Laura Wolvaardt (K) - Anneke Bosch - Tazmin Brits - Lara Goodall - Sinalo Jafta (wk) - Marizanne Kapp - Ayabonga Khaka - Masabata Klaas - Nadine de Klerk - Sune Luus - Nonkululeko Mlaba - Mieke de Ridder (wk) - Tumi Sekhukhune - Nondumiso Shangase - Chloe Tryon - Delmi Tucker | - Sophie Devine (K) - Kate Anderson - Bella Armstrong - Suzie Bates - Bernadine Bezuidenhout (wk) - Eden Carson - Izzy Gaze (wk) - Maddy Green (wk) - Brooke Halliday - Fran Jonas - Amelia Kerr - Jess Kerr - Molly Penfold - Georgia Plimmer - Hannah Rowe - Lea Tahuhu |

## Tour Match
| 21. September Scorecard | Benoni | Neuseeland 345-7 (50)           | – | Südafrika XI 113 (26.3) |
|                         |        | Neuseeland gewinnt mit 232 Runs |   |                         |

## Women’s One-Day Internationals

### Erstes WODI in Potchefstroom
| 24. September Scorecard | Potchefstroom | Neuseeland 235-8 (50)           | – | Südafrika 236-6 (47.1) |
|                         |               | Südafrika gewinnt mit 4 Wickets |   |                        |

Südafrika gewann den Münzwurf und entschied sich als Feldmannschaft zu beginnen. Als Spielerin des Spiels wurde Nadine de Klerk ausgezeichnet.

### Zweites WODI in Pietermaritzburg
| 28. September Scorecard | Pietermaritzburg | Neuseeland 253 (49.5)           | – | Südafrika 257-3 (45.2) |
|                         |                  | Südafrika gewinnt mit 7 Wickets |   |                        |

Südafrika gewann den Münzwurf und entschied sich als Feldmannschaft zu beginnen. Als Spielerin des Spiels wurde Laura Wolvaardt ausgezeichnet. 

### Drittes WODI in Durban
| 1. Oktober Scorecard | Durban | Südafrika 209 (44.3/45)                       | – | Neuseeland 210-4 (43.2/45) |
|                      |        | Neuseeland gewinnt mit 6 Wickets (D/L method) |   |                            |

Neuseeland gewann den Münzwurf und entschied sich als Feldmannschaft zu beginnen. Als Spielerin des Spiels wurde Amelia Kerr ausgezeichnet. 

## Women’s Twenty20 International

### Erstes WTwenty20 in East London
| 6. Oktober Scorecard | East London | Südafrika | – | Neuseeland |
|                      |             | Abgesagt  |   |            |

Spiel wurde aufgrund von Regenfällen abgesagt.

### Zweites WTwenty20 in East London
| 8. Oktober Scorecard | East London | Neuseeland 111-9 (20) | – | Südafrika |
|                      |             | No Result             |   |           |

Südafrika gewann den Münzwurf und entschied sich als Feldmannschaft zu beginnen. Spiel wurde aufgrund von Regenfällen abgebrochen.

### Drittes WTwenty20 in East London
| 10. Oktober Scorecard | East London | Südafrika | – | Neuseeland |
|                       |             | Abgesagt  |   |            |

Spiel wurde aufgrund von Regenfällen abgesagt.

### Viertes WTwenty20 in Benoni
| 14. Oktober Scorecard | Benoni | Südafrika 172-4 (20)             | – | Neuseeland 174-2 (18.5) |
|                       |        | Neuseeland gewinnt mit 8 Wickets |   |                         |

Neuseeland gewann den Münzwurf und entschied sich als Feldmannschaft zu beginnen. Als Spielerin des Spiels wurde Amelia Kerr ausgezeichnet.

### Fünftes WTwenty20 in Benoni
| 15. Oktober Scorecard | Benoni | Südafrika 155-5 (20)          | – | Neuseeland 144-8 (20) |
|                       |        | Südafrika gewinnt mit 11 Runs |   |                       |

Neuseeland gewann den Münzwurf und entschied sich als Feldmannschaft zu beginnen. Als Spielerin des Spiels wurde Masabata Klaas ausgezeichnet.

## Auszeichnungen

### Player of the Series
Als Player of the Series wurden die folgenden Spielerinnen ausgezeichnet.
| Serie | Player of the Series |
| ----- | -------------------- |
| WODI  | Laura Wolvaardt      |
| WT20  | Amelia Kerr          |

### Player of the Match
Als Player of the Match wurden die folgenden Spielerinnen ausgezeichnet.
| Spiel   | Player of the Match |
| ------- | ------------------- |
| 1. WODI | Nadine de Klerk     |
| 2. WODI | Laura Wolvaardt     |
| 3. WODI | Amelia Kerr         |
| 1. WT20 | –                   |
| 2. WT20 | –                   |
| 3. WT20 | –                   |
| 4. WT20 | Amelia Kerr         |
| 5. WT20 | Masabata Klaas      |